# T.G.I. Fridays
T.G.I. Fridays es una cadena de restaurantes de comida estadounidense. Fue fundada en 1965 y actualmente cuenta con más de 900 establecimientos en 60 países. El 2 de noviembre de 2024, TGI Fridays se declaró en quiebra según el Capítulo 11 en los Estados Unidos.

## Historia

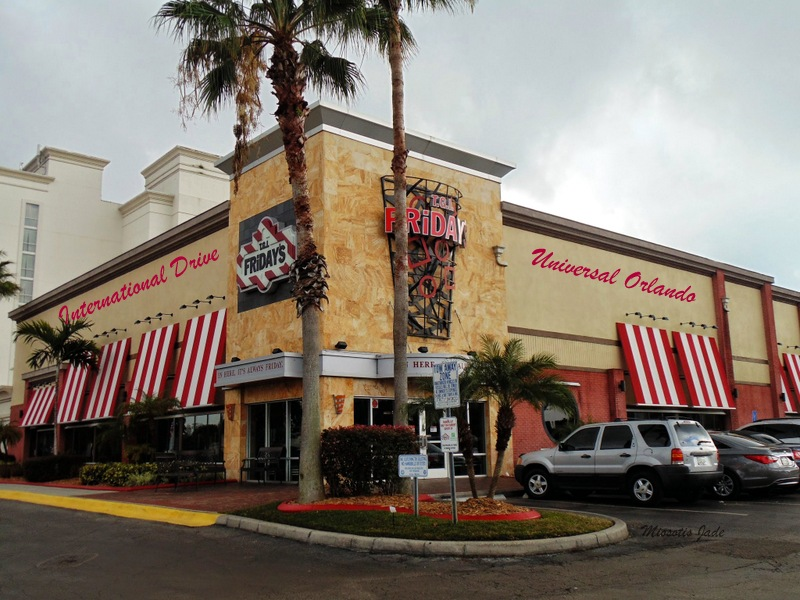
T.G.I. Friday's en Orlando, Florida.

El primer establecimiento fue abierto el 15 de marzo de 1965 por Alan Stillman, un emprendedor del East Side de Manhattan (Nueva York) que había diseñado un negocio de hostelería donde las personas solteras de la zona, y en especial las mujeres, pudiesen socializar en un ambiente informal. Con una inversión de 10 000 dólares compró y reformó un pub de la Primera Avenida, le cambió el nombre a «T.G.I. Fridays» (acrónimo de la expresión Thank God! It's Friday!, «Gracias a Dios que es viernes») y además de vender bebidas alcohólicas apostó por un menú con platos estándar de la cocina estadounidense. El otro aspecto característico del local era su decoración, con antigüedades en el interior y unos llamativos toldos blancos y rojos en la fachada.
Con una facturación anual de un millón de dólares a comienzos de los años 1970, T.G.I. Friday's abrió nuevos establecimientos en Memphis, Dallas y Houston. Las franquicias del Medio Oeste corrían a cargo de Daniel R. Scoggin, quien dio un mayor énfasis al concepto actual de bar-restaurante al que pudiera acudir cualquier tipo de público, incluidas las familias.
En 1975, cuando la marca ya tenía 12 establecimientos en nueve estados, el grupo Carlson Companies se hizo con T.G.I. Friday's en 1975 para expandirlo por todo EE. UU. Alan Stillman se retiró del accionariado aunque mantuvo el pub original, abierto hasta 1994, mientras que Scoggin se convirtió en el consejero delegado de la división. A finales de los años 1980, Friday's había superado los 140 restaurantes, entre ellos el primero internacional en Londres (Reino Unido), y en 1995 la cifra se había triplicado con un beneficio de 1000 millones de dólares.
Desde la década del 2000, T.G.I. Friday's ha rediseñado sus restaurantes y lanzado nuevas promociones para atraer a una clientela más joven, recuperándose algunos aspectos de la idea fundacional.
En 2014, Carlson Companies vendió la multinacional al fondo de inversión Sentinel Capital por 800 millones de dólares.
El 2 de noviembre de 2024, TGI Fridays se declaró en quiebra según el Capítulo 11 en los Estados Unidos. TGI Fridays atribuyó el quiebre a una mala situación financiera como consecuencia de la pandemia del COVID-19, en 2023 contaba con más de 210 tiendas en Estados Unidos, sin embargo y debido a los cierres, quedan al menos unas 30 en todo el país norteamericano.

## Restaurantes

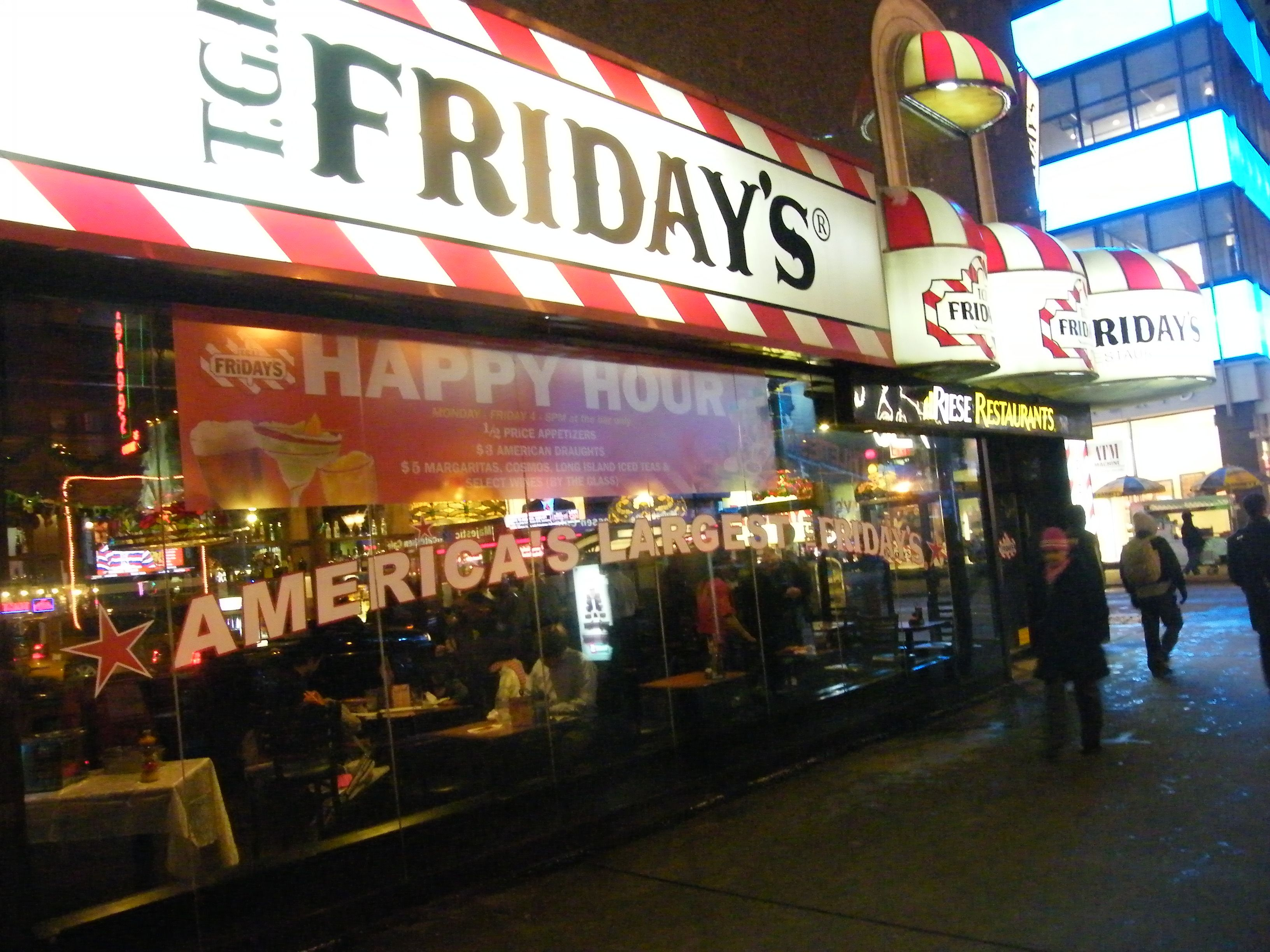
El T.G.I. Friday's del hotel Taft en Nueva York es el más grande de EE. UU.

T.G.I. Friday's es un restaurante de comida rápida que cuenta con más de 900 establecimientos en 60 países, lo que le convierte en una de las mayores cadenas de restaurantes de comida estadounidense a nivel mundial. La gran mayoría se concentran en Estados Unidos, más de 550 en total.
En países de habla hispana, T.G.I. Friday's está presente en la República Dominicana, México (actualmente, únicamente en la minoría del país; Tijuana, Baja California, Tampico, Tamaulipas, Mérida, Yucatán y Cancún, Quintana Roo), Centroamérica (Guatemala, Honduras, El Salvador, Nicaragua, Costa Rica, Panamá) y Sudamérica (Argentina, Colombia, 
Bolivia, Chile, Ecuador, Paraguay, Perú y Venezuela). También hay establecimientos en España, a cargo del Grupo Alsea.
En Europa, también hay establecimientos en Noruega, Suecia y un establecimiento en Italia.

### Lista de Países con T.G.I. Friday's

#### África
| País   | Número de Franquicias | Notas y Referencias |
| ------ | --------------------- | ------------------- |
| Egipto | 4                     | [ 9 ] [ 10 ]        |

#### América
| País                 | Número de Franquicias | Notas y Referencias |
| -------------------- | --------------------- | ------------------- |
| Argentina            | 2                     | [ 11 ]              |
| Brasil               | 11                    | [ 12 ]              |
| Canadá               | 2                     | [ 13 ]              |
| Chile                | 2                     | [ 14 ]              |
| Colombia             | 1                     |                     |
| Costa Rica           | 2                     | [ 15 ]              |
| República Dominicana | 2                     | [ 16 ]              |
| Ecuador              | 3                     | [ 17 ]              |
| Guatemala            | 3                     | [ 18 ]              |
| Honduras             | 1                     |                     |
| Jamaica              | 1                     | [ 19 ]              |
| Nicaragua            | 1                     |                     |
| México               | 7                     | [ 20 ]              |
| Panamá               | 8                     | [ 21 ]              |
| Perú                 | 17                    | [ 22 ]              |
| Trinidad y Tobago    | 4                     | [ 23 ]              |
| Estados Unidos       | 292                   | [ 24 ]              |

#### Asia

T.G.I. Friday's en la ciudad de Kuwait, 2022

| País                   | Número de Franquicias | Notas y Referencias |
| ---------------------- | --------------------- | ------------------- |
| Azerbaiyán             | 1                     |                     |
| Baréin                 | 2                     | [ 9 ] [ 10 ]        |
| China                  | 2                     |                     |
| Corea del Sur          | 1                     |                     |
| India                  | 3                     | [ 25 ]              |
| Indonesia              | 7                     |                     |
| Japón                  | 15                    | [ 26 ]              |
| Kuwait                 | 10                    | [ 9 ] [ 10 ]        |
| Malasia                | 10                    | [ 27 ]              |
| Filipinas              | 22                    | [ 28 ]              |
| Catar                  | 3                     | [ 9 ] [ 10 ]        |
| Rusia                  | 1                     | [ 30 ]              |
| Arabia Saudita         | 18                    | [ 9 ] [ 10 ]        |
| Taiwán                 | 16                    | [ 31 ] [ 32 ]       |
| Emiratos Árabes Unidos | 11                    | [ 9 ] [ 10 ]        |

#### Europa

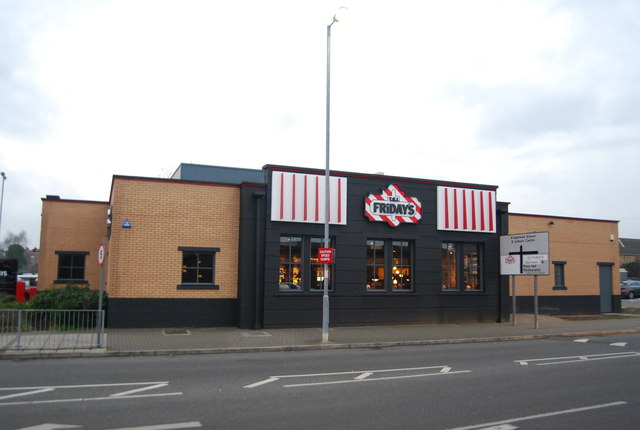
T.G.I. Friday's en Enfield, Londres, 2013

| País         | Número de Franquicias | Notas y Referencias |
| ------------ | --------------------- | ------------------- |
| Bielorrusia  | 0 (Bancarrota)        |                     |
| Chipre       | 9                     | [ 33 ]              |
| Grecia       | 9                     | [ 34 ] [ 35 ]       |
| Hungría      | 2                     | [ 36 ] [ 37 ]       |
| Islandia     | 0 (Bancarrota)        |                     |
| Irlanda      | 2                     | [ 38 ]              |
| Italia       | 1                     |                     |
| Países Bajos | 0 (Bancarrota)        | [ 39 ]              |
| Noruega      | 4                     |                     |
| Rusia        | 13                    | [ 40 ]              |
| España       | 13                    | [ 41 ]              |
| Suecia       | 0 (Bancarrota)        | [ 42 ] [ 43 ]       |
| Reino Unido  | 86                    | [ 44 ]              |

#### Oceanía
| País      | Número de Franquicias | Notas y Referencias |
| --------- | --------------------- | ------------------- |
| Australia | 20                    | [ 45 ]              |
| Guam      | 1                     | [ 46 ]              |

#### Mercados Planeados
| País          | Notas y Referencias |
| ------------- | ------------------- |
| Alemania      |                     |
| Francia       |                     |
| Nueva Zelanda | [ 47 ]              |
| Singapur      | [ 48 ]              |

## Productos
T.G.I. Friday's se caracteriza tanto por su restaurante, especialmente orientado a la gastronomía estadounidense, como por su barra de bar con selección de cócteles y bebidas alcohólicas. El grupo no se especializa en un producto concreto, con un menú en el que destacan los entrantes, hamburguesas, costillas, alitas de pollo, carnes rojas y platos tex-mex.
La empresa es especialmente conocida por sus cócteles, cuya oferta varía en función del país. Los más comunes son el té helado Long Island, el cosmopolitan, la caipiriña y el mojito. Dispone además de una amplia oferta de bebidas alcohólicas, entre ellas marcas de importación, y cócteles sin alcohol.